# Stunden des Ruhms – Winston Churchills Leben und Werk
Stunden des Ruhms – Winston Churchills Leben und Werk (Originaltitel The Finest Hours) ist ein britischer Dokumentarfilm aus dem Jahr 1964.

## Handlung
Der Film beschreibt das Leben des ehemaligen britischen Premierministers Winston Churchill (1874–1965). Die Dokumentation beschreibt seine Kindheit in Woodstock, Oxfordshire und seinen Schulbesuch in der Harrow School. Seine Berufserfahrung als Journalist sowie sein Militärdienst in Kuba, Indien, im Sudan und in Südafrika sind weitere Themen. Beleuchtet wird ebenso die politische Karriere Churchills bis zum Zweiten Weltkrieg.
Der Film konzentriert sich auf die erste Amtszeit Churchills als Premierminister von 1940 bis 1945, seine politischen Entscheidungen in den Kriegsjahren und seine Treffen mit den alliierten Partnern US-Präsident Franklin D. Roosevelt und dem Sowjet-Diktator Josef Stalin. Die zweite Amtszeit (1951 bis 1955) wird thematisiert.

## Kritiken
Bosley Crowther von der New York Times beschrieb die Dokumentation als kräftig und ausdrucksstark. Der Film sei mehr als eine einfache Zusammenstellung von Wochenschauaufnahmen. Er sei ein ungewöhnliches Stück Unterhaltung, zu vergleichen mit einer audio-visuellen Symphonie.

## Auszeichnungen
1965 wurde der Film für den Oscar in der Kategorie Bester Dokumentarfilm nominiert.

## Hintergrund
Die Grundlage des Drehbuchs von Victor Wolfson waren Churchills Kriegserinnerungen, die er in seinem Buch The Second World War (ISBN 3-502-19132-8) niederschrieb.
Orson Welles war der Sprecher des Films. Verschiedene historische Personen wurden synchronisiert. So wurde Churchill selber von Schauspieler Patrick Wymark gesprochen. Seine Eltern, Lord Randolph und Jennie Churchill wurden von George Baker und Faith Brook gesprochen. David Healy war als Nachrichtenkommentator zu hören. Den jungen Winston Churchill sprach Marjorie Westbury, die hier das Pseudonym George Westbury benutzte.